# Платонов, Юрий Павлович
Юрий Павлович Платонов (4 сентября 1929, Москва — 6 декабря 2016, там же) — советский, российский архитектор, педагог. Народный архитектор СССР (1991). Лауреат Государственных премий СССР (1985) и Российской Федерации (1993), премии Совета Министров СССР (1980).

## Биография
В 1953 году с отличием окончил Московский архитектурный институт (МАРХИ), защитил дипломный проект «Русский драматический театр на Пушкинской площади в Москве», выполненный под руководством А. Н. Душкина. В 1973 году в МАРХИ у И. С. Николаева и Н. Н. Улласа защитил кандидатскую диссертацию. Кандидат архитектуры (1973).
С 1953 года работал в научно-исследовательском институте Академии наук СССР — ГИПРОНИИ РАН. Занимал должности архитектора, старшего архитектора (1954), руководителя группы архитекторов (1958), главного архитектора проектов (1960), главного архитектора института (1962), заместителя директора (1965), директора — главного архитектора института (1987). В этих должностях осуществил ряд проектов крупнейших общественных и научных комплексов: Музей палеонтологии РАН, новое здание Российской академии наук, научный центр Института биоорганической химии РАН в Москве, города — научные центры в Новосибирске и Подмосковье.
С 1973 года преподавал в МАРХИ, с 1976 — профессор. С 1991 года был творческим и научным руководителем института.
Входил в состав Архитектурного совета Москвы и Экспертного совета при Правительстве РФ.
Член Союза архитекторов СССР (1957), Президент (первый секретарь правления) Союза архитекторов СССР (1987—1992).
В 1989―1991 годах избран Народным депутатом СССР от Союза архитекторов СССР и членом Комитета Верховного Совета СССР по вопросам архитектуры и строительства.
Академик Российской Академии архитектуры и строительных наук (1994), Международной академии архитектуры (МААМ, 1989, президент — с 2007), Французской Академии архитектуры и многих других зарубежных академий.
Академик Российского общества инженеров-строителей (2001), академик Инженерной академии Санкт-Петербурга (2001), академик Международной академии архитектуры в Москве .
Почётный архитектор России (2002). Почётный доктор архитектуры (2010). Почётный член Высшего Совета коллегии испанских архитекторов (1989). Почётный член Американского института архитектуры (1991). Почётный член Белорусского союза архитекторов (2012).
Член ЦК КПСС в 1990—1991 годах.
Скончался 6 декабря 2016 года в Москве. Похоронен на Новодевичьем кладбище.

### Семья
- Мать — Эсфирь Яковлевна Цюрупа (1911—1987), детская писательница
- Отец — Павел Харлампиевич Платонов (1902—1968), архитектор.

- Первая жена — Римма Ивановна Платонова (1932—2022), историк-архивист, искусствовед
- дочь — Мария Юрьевна Платонова (1956—1983), архитектор
- внучка — Варвара Павловна Андреева-Платонова (род. 1979), архитектор
- правнук — Петр Павлович Гончаров (род. 2002)
- правнучка — Арина Павловна Гончарова (род. 2005)
- правнук — Андрей Павлович Гончаров (род. 2012)

- внук — Егор Павлович Андреев-Платонов (род. 1978), архитектор

- Вторая жена — Екатерина Степановна Платонова[5]

## Проекты
Некоторые из проектов:
- Здание института электроники и вычислительной техники (Рига, 1961);
- Здание научного центра биологических исследований (Пущино, 1965);
- Проект Российского делового и культурного центра (Чикаго, США);
- Туристический центр (Танжер, Марокко);
- Университетский и научный комплексы (София, Болгария);
- Комплекс Сибирского отделения ВАСХНИЛ под Новосибирском (ныне РАСХН; проект 1970—1973 годов; 1985 год);
- Здание Института биоорганической химии (Москва, 1976);
- Комплекс новых зданий Президиума Академии наук;
- Здание Института космических исследований (Москва, 1978);
- Здание Президиума РАН (Москва, 1980—1998);
- Проект комплексной реконструкции площади Гагарина «Центр НИТ Калужская застава» (Москва, 1970);
- Институт космических исследований (проект с 1968 года; 1979 год);
- Палеонтологический музей имени Ю. А. Орлова (1972—1987);
- Институт биоорганической химии (проект 1976 года; 1984 год);
- Мемориальный комплекс «Букринский плацдарм» в селе Балыко-Щучинка, близ Киева (совместно со скульптором В. И. Знобой и архитектором С. А. Захаровым, 1986);
- Градостроительная концепция реконструкции Крымской площади (Москва);
- Комплекс Андреевского пешеходного моста, эспланады и набережной Нескучного сада (2000);
- Пешеходный мост Богдана Хмельницкого (2001);
- Ансамбль площади Европы с фонтанной группой «Похищение Европы» (совместно со скульптором Оливье Стребелем, Бельгия) и торгово- развлекательный центр «Европейский» (2005—2007) в составе проекта организации Площади Европы (2001—2002);
- Проект «Москва-С.Петербург — двуглавая столица России: дороги и регион. Концепция транспортного, урбоэкологического, экономического и культурного развития региона» (1994—2001);
- Проект Музея Москвы на основе памятника архитектуры «Провиантские склады» (2003);
- Деловой Центр на Зубовском бульваре (2011) в составе проекта комплексной реконструкции Крымской площади;
- Проект пешеходного туристического маршрута «Нескучный сад — Москва-Сити»;
- Проект «Парк искусств» и градостроительное обоснование развития территорий (1994).

## Награды и звания
- Народный архитектор СССР (1991) — за большие заслуги в развитии советской архитектуры, плодотворную педагогическую и общественную деятельность[7]
- Заслуженный архитектор РСФСР (1975) — за заслуги в области советской архитектуры[8]
- Государственная премия СССР в области литературы, искусства и архитектуры (1985) — за архитектуру научного центра и жилого района Сибирского отделения ВАСХНИЛ (под г. Новосибирском)[9]
- Государственная премия Российской Федерации в области литературы и искусства (1993) — за Палеонтологический музей имени Ю. А. Орлова Палеонтологического института Российской академии наук в г. Москве[10]
- Премия Совета Министров СССР (1980)
- Премия Мэрии Москвы в области литературы и искусства (в области архитектуры) (2001) — за проектирование и архитектуру новых пешеходных мостов Москвы (Андреевский мост, мост через Водоотводный канал, мост через Большую Грузинскую ул.)[11]
- Орден «За заслуги перед Отечеством» IV степени (2004) — за достигнутые трудовые успехи и многолетнюю добросовестную работу[12]
- Орден Трудового Красного Знамени (1978)
- Орден «Знак Почёта» (1971)
- Медаль «В ознаменование 100-летия со дня рождения Владимира Ильича Ленина» (1970)
- Национальная премия в области архитектуры «Хрустальный Дедал» — за архитектуру новых пешеходных мостов в Москве (2001)
- Золотая медаль РАХ (1997)
- Серебряная медаль АХ СССР (1987)
- Золотая медаль им. Е. Вутетича (1990)
- Кавалер почётной медали Кембриджского биографического общества «Человек Миллениума» — за вклад в искусство и литературу (2001)
- Специальный приз Программ развития ООН — Серебряная медаль и Специальный приз жюри Х Триеннале МАА за ансамбль «Площадь Европы» (2003)
- Большая медаль РААСН — за проект «Новый пешеходный маршрут Площадь Гагарина — Нескучный сад — Москва-Сити» (2004)
- Почётная грамота Московской городской думы (2015) — за заслуги перед городским сообществом[13]
- Диплом Союза градостроителей Казахстана (2009)
- Диплом Признания Американского Института Архитектуры (2010).